# 龐淳
龐淳（1469年—？），字宗厚，順天府寶坻縣人，明朝政治人物，官至徽府長史。

## 生平
弘治十七年（1504年）甲子科順天府鄉試第一百名舉人。正德十二年（1517年）丁丑科進士。吏部观政，授行人司行人，升司副，遷工部員外郎。嘉靖三年（1524年）大禮議期間，參與左順門哭諫，下獄廷杖。出為徽府長史，后因其贤能，而以长史身份加升正三品，为明朝第一位受此殊荣的官员。

## 家族
曾祖龐俊；祖父龐聰，曾任縣丞；父龐錦，曾任義官。母張氏。永感下。弟龐濟、龐濂。